# 德钦黄耆
德钦黄耆（学名：Astragalus tehchingensis）是豆科黄芪属的植物，为中国的特有植物。分布于中国大陆的云南等地，生长于海拔2,200米至3,000米的地区，常生长在山谷沟边，目前尚未由人工引种栽培。